# 首都圏連続強盗事件
首都圏連続強盗事件（しゅとけんれんぞくごうとうじけん）は、2024年8月以降、日本の関東地方で発生している闇バイトを実行役とした一連の強盗事件である。
SNSを通じて募集された「闇バイト」の実行役が東京・埼玉・千葉・神奈川の1都3県で19事件を引き起こし、うち16事件で46人が逮捕された（2024年12月3日時点）。事件には匿名・流動型犯罪グループ（トクリュウ）が関与していると考えられている。実行役の募集には、「深夜に人を運ぶ仕事」や「持ち逃げされた金の回収」など、具体的な仕事内容が明記されており、高額な報酬が提示されていた。
実行役は、闇バイトに応募する際、住所・氏名・身分証明書などの個人情報を指示役に提供している場合があり、強制的に犯行を実行させられているケースが報告されている。2024年8月には闇バイトに応募した34歳男性が別の面識のない実行役から暴行、監禁され金品を奪われる事例もあり、指示役からの報復を恐れ犯行に及ぶ実行役もいた（犯行の詳細を参照）。
前年に発生したルフィ広域強盗事件と同じく闇バイトにより発生した広域強盗事件として知られ、警視庁と埼玉、千葉、神奈川の3県警により合同捜査本部を設置される、国会で闇バイト対策の補正予算案への組み込みな検討など、社会に多大な恐怖と影響を与えた。

## 事件の経緯
この事件では、指示役からの依頼を受け住居に侵入し金品を強盗する実行役や、その回収役などがいる。警視庁によると8月以降に1都3県で発生した一連の強盗事件は以下の18件である。

### 犯行一覧

#### 8月27日から28日 埼玉県さいたま市 強盗傷害
8月27日から28日にかけて、埼玉県さいたま市西区の公園で強盗傷害事件が発生した。闇バイトに応募していた34歳の派遣社員の男性は、指示役から西区内の公園にある仮設トイレに呼び出された。男性は、そこに来た2人組の男にトイレから引きずり出され、暴行を受けた後、腕に怪我を負った。また、スマートフォンなど総額8万円相当を奪われ、乗用車の後部座席に押し込まれて数時間監禁された。
容疑者として、25歳の無職の男と住所不定の21歳の男が逮捕された。2人は共謀してこの犯行を行い、被害者と加害者の間には面識がなかった。容疑者2人はSNSを通じて闇バイトに応募していたが、被害者男性も同様に闇バイトに応募していたことが判明しており、指示役からの指示で報酬を受取るために仮設トイレに行った際被害を受けた。容疑者、被害者共に闇バイトの応募者であったことから、警察は本件はトクリュウ内でのトラブルに起因している可能性を示唆した。

#### 8月29日 千葉県船橋市・八千代市 強盗予備
8月29日、千葉県船橋市の貴金属販売専門店で、その約1時間後に八千代市の質店で、強盗予備事件が発生した。包丁の準備役の女が包丁2本を購入し、他の男3人らに包丁を手渡し、男らは店に包丁を持って訪れるなどして強盗の機会をうかがった。
容疑者として、26歳の自称派遣社員の女、19歳のアルバイトの男、24歳の会社員の男、21歳の無職の男が逮捕された。女は包丁の準備役、19歳の男は運転役、他の2人の男は実行役とみられる。24歳の男は8月31日の厚木市の事件でも逮捕されていた。
さらに、船橋市の飲食店で実行役と集まり、事件に関与したとして、自称オンラインサロン経営の37歳の男が逮捕された。男は、店に向かう途中で、「別の案件がある」と言って車を降りたとみられる。男は、8月31日の厚木市の事件やさいたま市の事件にも関わったとして逮捕・起訴されている。

#### 8月31日 埼玉県さいたま市 強盗予備
8月31日午前0時40分から1時40分頃、埼玉県さいたま市西区の住宅で強盗予備事件が発生した。被闇バイトに応募していた34歳の派遣社員の男性の自宅近くで2人組の男が金品を奪う目的で凶器を所持していたが、実際には強盗行為は行われず、被害も発生しなかった。
容疑者として、33歳男性と18歳男性が逮捕された。被害者は8月27日から28日の事件と同一人物（34歳の派遣社員の男性）であり、匿名・流動型犯罪グループ内でのトラブルに起因している可能性が示唆されている。

#### 8月31日 神奈川県厚木市 強盗傷害
8月31日午後0時35分頃、神奈川県厚木市の中古ブランド店で強盗傷害事件が発生した。中古ブランド店には2人組の男が押し入り、高級腕時計など約130点、約8400万円相当が奪われた。事件の際、犯人を取り押さえようとした通行人の男性が19歳の犯人にハンマーで頭部を殴られ、負傷した。
容疑者として、24歳男性と19歳男性が現行犯逮捕された。 24歳男性は8月29日の船橋市・八千代市の事件にも関与していると認めた。

#### 9月3日 神奈川県鎌倉市 強盗傷害
9月3日午後6時35分頃、神奈川県鎌倉市大船の質店で強盗傷害事件が発生した。2人組の男がバールのようなものを持って店内に侵入し、ショーケースを破壊した上で腕時計約2万円分を奪った。店員は犯人の1人と取っ組み合いになり、左肘を擦りむくなどの軽傷を負った。
容疑者として、運転役の22歳男性、実行役の29歳男性と21歳男性、合計3人が逮捕された。

#### 9月18日 埼玉県さいたま市 強盗傷害
9月18日、さいたま市西区の一戸建て住宅で強盗傷害事件が発生した。80代と60代の母娘が拘束され、現金10万8千円、財布、クレジットカード、バッグなど計115点（時価約3万3千円）が奪われた。また、盗んだクレジットカードが使用され、3万円相当の指輪計2つが購入された。
容疑者として、引き出し役の21歳男性、回収役の34歳男性、実行役の20歳男性、26歳男性、合計4人が逮捕された。引き出し役の21歳男性は指示役から事件現場近くに待機するよう命じられ、その場で実行役からクレジットカードを受け取った後、カードを利用したり金を引き出すよう命じられたと述べた。回収役の34歳男性は、指示役の命令によって被害品を回収する役割だったといい、引き出し役の21歳男性が購入した2つの指輪を被害品と知りながら受け取った。

#### 9月26日 千葉県船橋市 強盗傷害
9月26日午前2時20分頃、千葉県船橋市の住宅で強盗未遂事件が発生した。2人組の男が住宅に侵入し、住人の52歳男性に対し、「車の鍵を出せ」、「変なことをしたら殺すぞ」と脅迫し、ハンマーのようなもので男性の首を殴打したが男性に怪我はなく、何も盗らずに逃走した。

#### 9月28日 東京都練馬区 強盗傷害
9月28日午前2時45分頃、東京都練馬区の住宅で強盗傷害事件が発生した。17歳男性が先頭にバールで窓ガラスを割り住宅に侵入し、実行役らは住人の50代夫婦と20代息子に対し「金を出せ」などと脅迫し、夫と息子は怪我を追った。腕時計11本や現金5千円など、計120万円相当が奪われた。
容疑者として、見張り役の29歳男性、実行役の17歳男性、22歳男性、27歳男性、他1人、合計5人が逮捕された。5人共にインターネット上で犯行についての指示を受けていた。

#### 9月30日 東京都国分寺市 強盗傷害
9月30日午前4時ごろ、東京都国分寺市西恋ケ窪の住宅で強盗傷害事件が発生した。数人組の男が住宅に押し入り、1人暮らしの60代女性を襲った。容疑者らは勝手口のガラスを破り、内側の鍵を開けて侵入したとみられる。女性は2階で就寝中に物音を聞き、1階に降りた際に黒い服装の男たちに遭遇した。女性は「騒ぐな。殺すぞ」と脅され、「金を出せ」と書かれたスマートフォンの画面を見せられたという。 男らは女性の顔や手足を粘着テープで縛り、ハンマーで殴るなどの暴行を加えた。その結果、女性は顔に打撲傷を負い、腕を骨折する重傷を負った。
容疑者として、回収役の30歳女性が逮捕された。犯人は合計4～5人とみられ、一部は黒の上着とズボン、帽子を身につけていた。

#### 10月1日 埼玉県所沢市 強盗傷害
10月1日、埼玉県所沢市の住宅で発生した強盗致傷事件が発生した。この事件では、4人組の男が住宅に押し入り、住人の80代の夫婦を刃物で切りつけ現金8万円を奪った。
容疑者として、回収役の24歳男性と他20代から40代の男性3人、合計4人が逮捕された。事件に関わった4人の容疑者のうち2人が、その前日に発生した東京都国分寺市の強盗致傷事件に国分寺市の事件に関与をほのめかした。警察は、9月18日のさいたま市の事件と、この所沢市の事件、9月30日の国分寺市の事件、いずれの事件も指示役が重なっている可能性があると考えている。
また、この所沢市の強盗事件において、実行役として逮捕された会社員の24歳の男が、同じ日の午後に、特殊詐欺のいわゆる「受け子」として、埼玉県三郷市に住む高齢の女性に対して、女性の息子を語って、うその電話を行い、現金とキャッシュカードをだまし取ったとして、再逮捕された。
10月2日、埼玉県警は、この事件に関与したとして、愛知県知多市に住む31歳の会社員の男を逮捕した。この男は、実行役を勧誘するいわばリクルーターと見られている。この31歳の男はSNS上で「ホワイト案件」「物品の運び」と投稿して、「闇バイト」のメンバーを募っていたという。「シグナル」や「テレグラム」といった秘匿性の高いアプリを用いて、やり取りを行った後に、指示役とされる人物に応募者を紹介し、その指示役からの連絡を受けて、目的は伏せたままに埼玉県所沢市周辺の待ち合わせの場所に向かうよう実行役に伝達していたという。その実行役が31歳の男に対して、「どういうことか」と、問いただした際に、加担を後押しするメッセージを送っていたという。
なお、逮捕されている男4人のうち3人は、31歳の男が勧誘して集めたとされるという。

#### 10月9日 千葉県船橋市 強盗傷害
10月9日午前9時頃、千葉県船橋市の住宅で強盗傷害事件が発生した。高齢の夫婦が住むこの家に、2人組の男が侵入し、妻に重傷を負わせたうえで現金およそ900万円を奪い、逃走した。70代の妻は胸部を強く打ち骨折し、80代の夫も軽傷を負った。
現場の粘着テープから、10月17日の市川市の事件で逮捕された26歳男性の指紋が検出された。この男性の指紋は10月15日の強盗殺人事件の現場からも検出されている。

#### 10月15日 神奈川県横浜市 強盗殺人
10月15日、神奈川県横浜市青葉区において強盗殺人事件が発生した。この事件では、75歳の男性が自宅で殺害され、現金約20万円が奪われた。男性は手足、顔を粘着テープで縛られた上で全身に暴行を受け、全身を鈍器で殴られたような痕や複数箇所の骨折が確認された。死因は、全身打撲による失血死である。
容疑者として、自称個人事業主の22歳の男が強盗殺人容疑で逮捕された。容疑者は犯行を認め、自分以外に実行役が2人いると供述した。警察によれば、この男は「税金の滞納金が数十万円あり短期間で稼げるバイトを探していた」と話しており、SNS上で、いわゆる「ホワイト案件」というSNS上では犯罪ではないことを示す投稿を見つけて、自らの身分証を指示役に教え、「途中で犯罪に加担することに気づき恐怖を感じたが、個人情報を知られていて、仕返しや家族にも危害が加えられるかもしれないと考えると断れなかった」と話している。
2024年11月2日には、奪った現金の回収役とみられる30歳の女が逮捕された。実行役として逮捕されている男の供述や、東京都内の公園の近くの防犯カメラの映像などから30歳の女が浮上したという。

#### 10月16日 千葉県白井市 強盗傷害
10月16日午前3時半頃、千葉県白井市において、強盗傷害事件が発生した。複数の人物が住宅に押し入り、住人である70代の母親と40代の娘を縛り上げ、目隠しを施した後、「金を出せ」と脅迫し、暴行を加えた。犯人らはバッグや金庫から現金約20万円を奪い、その後、家にあった軽乗用車も奪って逃走した。被害者の母親は手の指を骨折するなどの重傷を負った。玄関は施錠されていたものの、窓ガラスが割られていたため、警察は窓ガラスを割って侵入したとみている。 犯人らは携帯電話で何者かとやりとりをしていたことが確認されており、事件前には近くのコンビニに立ち寄っていたという。

#### 10月17日 千葉県市川市 監禁・強盗傷害
10月17日の午前7時頃、千葉県市川市の住宅で、監禁・強盗傷害事件が発生した。3人組の男が住宅に侵入し、軽自動車や携帯電話、キャッシュカードなどを奪った。また、キャッシュカードの暗証番号を聞き出すために、女性を50 km離れた埼玉県川越市まで車で連れ去り監禁し、暗証番号を聞き出して、現金を引き出した。
容疑者として、26歳男性、21歳男性が逮捕された。26歳男性はその場で現行犯逮捕された。21歳男性は後日自首をし、10月16日の白井市の事件にも関与していたことをほのめす供述をした。更に、この21歳男性の指紋は10月15日の横浜市青葉区の強盗殺人事件、10月9日の船橋市の事件の住宅両方から検出された。また、警察は栃木県芳賀郡で2024年9月11日に発生した住居侵入未遂事件で逮捕した容疑者がこの事件にも関連している可能性があると明らかにした。この事件と10月16日の白井市の事件で盗難された被害者宅の軽自動車計2台が発見された。
10月28日に警察が公開手配されていた21歳の男の身柄を確保した。

#### 10月30日 東京都三鷹市 強盗未遂
午前1時ごろに、三鷹市の2階建ての住宅に複数人が押し入って、住人である70代の男性の首を手で押さえつけるなどの暴行を加えたが、男性が大声を上げると、何も奪わずに逃走した。警視庁の三鷹署によれば、2～3人の若い男が1階の雨戸を開けて、窓ガラスを割って侵入したという。

#### 11月2日 東京都葛飾区 強盗傷害
11月2日午前10時40分ごろ、東京都葛飾区の住宅で、「何者かが侵入している」と近隣住民から通報があり、署員が駆け付けると、住人の70代男性が粘着テープで顔や上半身を縛られ、現金が奪われていた。男性は顔面打撲などのけがをした。同署は現場にいた住所、職業不詳の29歳男を現行犯逮捕した。その後、無職の23歳男が事件に関与したとして逮捕された。

#### 11月3日 千葉県四街道市 強盗致傷
午前4時半ごろに千葉県四街道市の住宅に男1人が現金およそ1万2千円を奪い逃走した。この家に住む50代の男性が負傷した。同居する母親と弟が110番通報を行った。この現場は千葉都市モノレールの千城台北駅から北東に約2キロ離れている。

## 共通点
いくつかの事件では、不審な業者が事前に情報収集をしていたとみられる。
10月15日の横浜市の事件の近隣では、「家の中を見たい」と訪ねて来る不審な業者や、「屋根が壊れている」と修理を申し出る不審なリフォーム業者、「水道の検査をするから家に上がりたい」という人物が目撃されている。
10月17日の市川市の事件の近隣では、塗装工事のにおいについて尋ねる不審な男が目撃されている。
10月30日の三鷹市の事件では、事件前に、工事業者をかたったり、「遺産相続の相談」や「ごみの回収漏れがあった」などと称したりして訪問する男や、1軒1軒の写真を撮りながら歩く不審者がいたなどの情報が寄せられたとして、署や三鷹市が注意を呼びかけていた。
関東以外でも、名古屋市緑区では「塗装工事で臭いがする」と住宅を訪問する不審な人物が10月後半に1週間に約10件確認されているほか、福岡県では「インターネット回線の異常を検知したので家の中に入れてください」などと要求する訪問、長野県ではリフォーム工事・修理、買い取り業者などを名乗る不審な訪問に警察が注意を呼びかけている。

## 指示役の関与
指示役については、2024年9月28日に発生した東京都練馬区の住宅での強盗致傷事件や2024年10月1日に発生した埼玉県所沢市の住宅での事件では、いずれも「夏目漱石」と名乗るアカウントから指示をしていたことが明らかになった。
この一連の事件では、匿名性の高い通信アプリであるシグナルが使用されていた。捜査により指示役らは、千葉県八千代市などの4件の事件では、「赤西」と名乗るアカウントの関与も明らかになっている。また、さいたま市の事件など4件は「小山ゆたか」が、神奈川県鎌倉市の事件など3件は「Drヒルルク」を名乗るアカウントから指示を出していた。その他にも、合わせて30以上のアカウント名が一連の事件で使用されていた。
また、指示役が使用していたとされる匿名性の高い通信アプリの「シグナル」のアカウントの識別情報はすべて異なっていたという。これは、警視庁などが押収した実行役のスマートフォンを解析して、分かったもの。なお、アカウントの登録には電話番号が必要となるため、指示役が他人名義のいわゆる「飛ばし携帯」といわれるスマートフォンなどを不正な手段で大量に用意していた可能性があるという。
2024年9月19日付の朝日新聞によれば、この事件の指示役が使用していたアプリのアカウントの一部について、特殊詐欺の事件で使用されていた疑いがあり、警察当局は、この強盗のグループが特殊詐欺にも関与していたと見ているという。
また、合同捜査本部は、この一連の事件で逮捕されたおよそ40人の実行役らのスマートフォンを警視庁捜査支援分析センターに集約させ、分析を行った結果、大半のスマートフォンには「シグナル」がインストールされていたという。一方で、埼玉県所沢市の事件で、実行役を募っていた、いわゆる「リクルーター役」として、逮捕された愛知県知多市に住む31歳の会社員の男らは「テレグラム」も使用されていたといい、合同捜査本部はこの事件の摘発を免れるために、この「シグナル」と「テレグラム」を使い分けていたと見ているという。

## 警察の対応

### 合同捜査本部の設置
2024年10月18日、警視庁と埼玉、千葉、神奈川の3県警は首都圏で相次ぐ闇バイトを利用した一連の事件に対応するため、合同捜査本部を設置した。この合同捜査本部の主な役割と特徴は以下の通りである。
- 約300人体制で捜査を実施し、強盗事件担当者に加え、詐欺事件やサイバー犯罪、組織犯罪の捜査員も参加
- 警視庁が押収したスマートフォンを一括して解析し、デジタルフォレンジック技術を駆使して指示役の特定を進める
- 1都3県で発生した少なくとも14件の事件の関連性を調査し、グループの全容解明を目指す
- 犯行グループが使用する秘匿性の高い通信アプリのアカウント解析や、アカウントの使い回しの可能性も考慮した捜査を実施

## 政府の対応

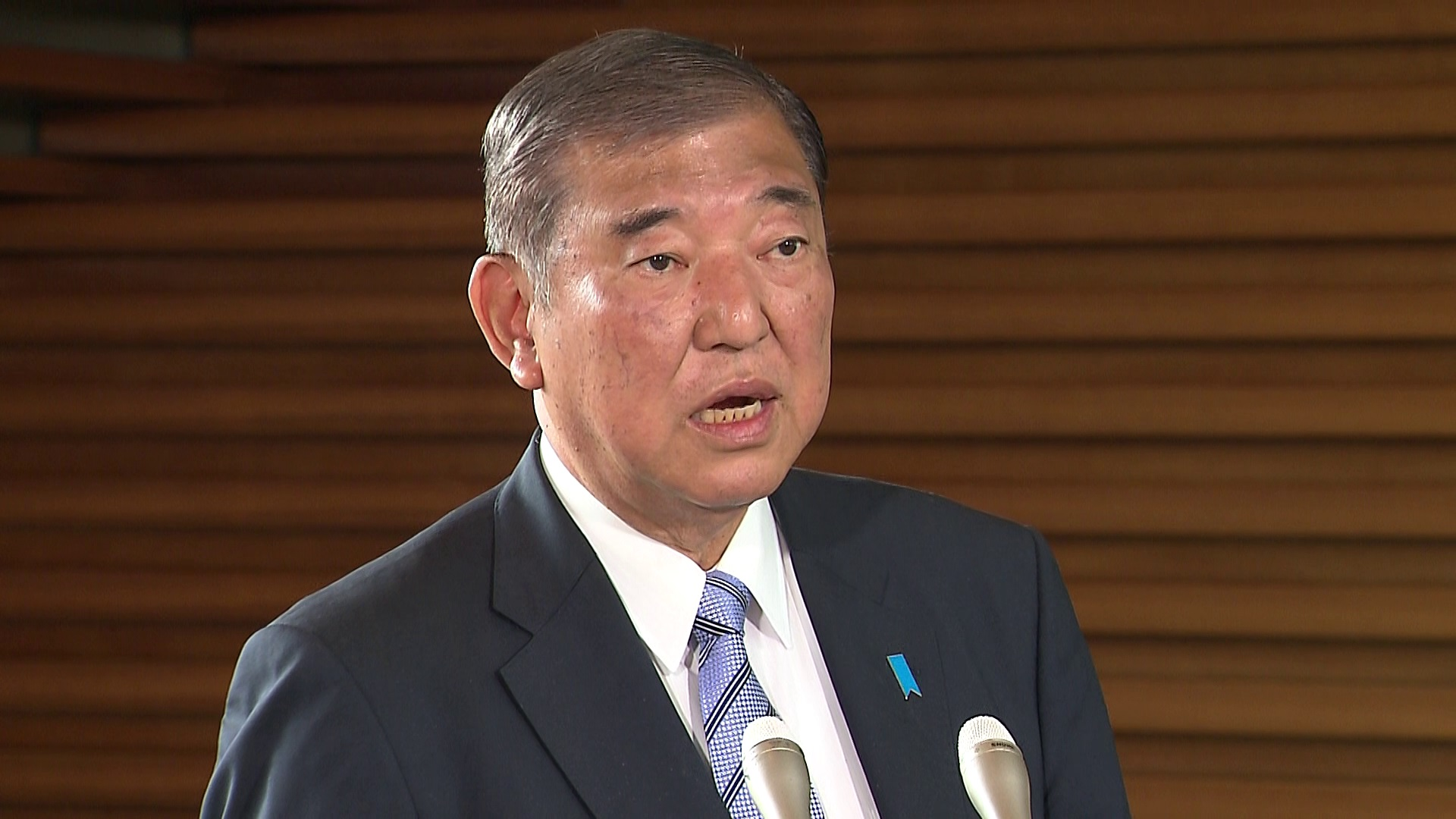
2024年10月22日、一連の強盗事件への対策について会見を行う石破総理大臣

2024年10月22日、石破茂総理大臣は闇バイトに応募しないことを呼びかける広報や、相談体制の強化、防犯パトロールの拡充などを補正予算案に組み込む考えを示した。